# Fokker F27
Fokker 27 Friendship je putnički zrakoplov nizozemskog proizvođača Fokker.

## Dizajn i razvoj
Projekt Fokker F27 započeo je 1950-ih kao zamjena za vrlo uspješni DC-3. Proizvođač je razmotrio različite konfiguracije prije nego što je donesena konačna odluka za izradu visokokrilca s dva Rolls-Royce Dart motora i s kabinom pod tlakom za 28 putnika.
Prvi prototip (PH-NIV) poletio je 24. studenog 1955. godine. Drugi prototip, početni proizvodni model, bio je 0,9 m duži s čime se centar težišta pomaknuo prema naprijed a dobilo se i prostora za još 4 sjedala. Na avion su se ugrađivali Dart Mk 528 motori.

## Proizvodnja
Prvi proizvodni avion F27-100 dostavljen je aviotvrtki Aer Lingus u studenome 1958. Među ostalim naručiocima bili su Braathens SAFE, Luxair, Ansett, Trans Australija Airlines i Turkish Airlines. 1956. godine, Fokker potpisuje licencni ugovor s američkim proizvođačem zrakoplova Fairchild za izradu F27 u SAD-u. Prvi američki F27 poletio je 12. travnja 1958. Fairchild je također samostalno razvio produženu inačicu pod nazivom FH-227. Većina ovih aviona prodana je na sjevernoameričkom tržištu. Do završetka proizvodnje 1987. godine izrađeno je 793 aviona (od čega je 207 napravljeno u Fairchildu) što ga čini jednim od najuspješnijih zapadnoeuropskih civilnih turbo-prop aviona tog doba.
Kasnije su mnogi putnički F27 preinačeni u teretne avione od kojih neki i danas lete.
U ranim 1980-im Fokker je razvio nasljednika F27, Fokker F50. Iako na konstrukciji F27-500, Fokker 50 je u stvari novi zrakoplov s modernim sustavima i Pratt & Whitney Canada motorima.

## Inačice
- F27-100 - prvi proizvodni model s 44 putnika.
- F27-200 – inačica s Dart Mk 532 motorima.
- F27-300 Combiplane – kombinirani putničko/teretni zrakoplov.
- F27-300M Troopship - vojna inačica Ratno zrakoplovstvo Nizozemske.
- F27-400 - kombinirani putničko/teretni zrakoplov s dva Rolls-Royce Dart 7 turbo-prop motora i velikim teretnim vratima.
- F27-400M - vojna inačica za Oružane snage SAD-a s oznakom C-31A Troopship.
- F27-500 – najprisutniji Fokkerov model s 1,5 m dužim trupom, s Dart Mk 528 motorima i 52 sjedala. Prvi let avion je imao u studenom 1967.
- F27-500M - vojna inačica.
- F27-500F - inačica -500 s manjim prednjim i stražnjim vratima za australijsko tržište.
- F27-600 – brzo promjenjiva teretno/putnička inačica -200 s velikim teretnim vratima.
- F27-700 - F27-100 s velikim teretnim vratima.
- F27 Maritime – nenaoružana inačica za pomorsko izviđanje.
- F27 Maritime Enforcer - naoružana inačica za pomorsko izviđanje.
- FH-227 - produžena inačica Fairchild Hiller.

## Tehničke karakteristike (F27-500)
Izvori podataka: Green, William, The Observers Book of Aircraft, Frederick Warne & Co. Ltd, 1970. ISBN 0-7232-0087-4
Osnovne karakteristike
- posada: dva do tri
- kapacitet: 52-56
- dužina: 25,06 m
- raspon krila: 29 m
- površina krila: 70,07 m2
- visina: 8,72 m

Letne karakteristike
- ekonomska brzina: 518 km/h
- dolet: 1.826 km
- brzina penjanja: 7,37 m/s
- motor: 2× Rolls-Royce Dart Mk.532-7 turboprop motora